# Onotoa
Onotoa è un atollo situato nella Repubblica di Kiribati prossimo all'equatore, facente parte dell'arcipelago delle Isole Gilbert.
Ha una superficie di 13,5 km² e possedeva una popolazione di 1.644 al censimento del 2005.